# Produktionstheorie
Als Produktionstheorie wird in der Betriebswirtschaftslehre und der Volkswirtschaftslehre eine Vielzahl von Theorien verstanden, die sich insbesondere mit Produktionsfunktionen, den Produktionsprozessen und Produktionsverfahren, der Aktivitätsanalyse oder der Theorie der Anpassungsformen nach Erich Gutenberg befassen.

## Allgemeines
Die betriebliche Funktion der Produktion ist die wichtigste aller Funktionen, denn ohne sie bedarf es in Unternehmen keiner Beschaffung, keiner Finanzierung oder Verwaltung und keines Vertriebs. Untersucht werden Produktionstechnik, Produktionsverfahren und Produktionsprozesse. Die einzelbetriebliche Produktion wird schließlich in der Volkswirtschaftslehre im Bruttoinlandsprodukt aggregiert. 
Die Produktionstheorie analysiert die Zusammenhänge zwischen Faktoreinsatz (englisch Input) und Ausbringung (englisch Output) und legt die Grundlagen für die Kostentheorie. Grundlegend ist der Begriff der Produktionsfunktion. Ziel der Produktionstheorie ist die „effiziente Produktion“, bei der es bei gegebener Faktorausstattung und Technologie nicht möglich ist, von mindestens einem Gut mehr und von allen anderen Gütern mindestens genau so viel herzustellen (Pareto-Optimum).

## Betriebswirtschaftslehre
Vom Standpunkt der Betriebswirtschaftslehre aus ist es das Ziel der Produktionstheorie, mittels Produktionsfunktionen Zusammenhänge zwischen dem quantitativen Faktoreinsatz und der daraus resultierenden Ausbringungsmenge zu zeigen. Ergänzt wird die Produktionstheorie von der Kostentheorie, bei der es um die funktionellen Zusammenhänge zwischen den Kosten, die durch den Faktoreinsatz entstehen und des erreichten Outputs geht. Die Kombination der Produktionsfaktoren lässt sich nach ihrer technischen und ökonomischen Effizienz bewerten (z. B. Skaleneffekte, Verbundeffekte).
Sie befasst sich zudem mit der Vorteilhaftigkeit von Produktionsprogrammen, dem optimalen Einsatz von Produktionsfaktoren im Produktionsprozess, der Ermittlung der Produktivität, der Ableitung der Produktionskosten und der Optimierung von Durchlaufzeiten. Ein Produktionsprozess wird als effizient bezeichnet, wenn es keinen anderen Produktionsprozess gibt, bei dem tendenziell mit weniger Inputs ein Mehr an Outputs erbracht werden könnte.
Die betriebswirtschaftliche Produktionstheorie nimmt folgende Einteilungen vor:
| Kriterium                                                        | Einteilung                                                   |
| ---------------------------------------------------------------- | ------------------------------------------------------------ |
| Fertigungstiefe                                                  | einstufige Produktion mehrstufige Produktion                 |
| Input-Output-Verhältnis bei unterschiedlichen Ausbringungsmengen | homogene Produktionsfunktion inhomogene Produktionsfunktion  |
| Faktoreinsatzbedingungen (FEB)                                   | substitutionale FEB limitationale FEB                        |
| Zeitverhältnisse                                                 | statische Produktionsfunktion dynamische Produktionsfunktion |
| Produktgruppen                                                   | Einproduktunternehmen Mehrproduktunternehmen                 |

### Produktionsfunktionen
Eine Produktionsfunktion stellt einen Zusammenhang zwischen Input und Output her. Im allgemeinen Fall handelt es sich um eine Funktion der Form
{\displaystyle f(x_{1},x_{2},\dotsc ,x_{n},r_{1},r_{2},\dotsc ,r_{m})=0}.
Diese Darstellung nennt man Produktionsgleichung. Die Darstellung 
{\displaystyle (x_{1},x_{2},\dotsc ,x_{n})=f(r_{1},r_{2},\dotsc ,r_{m})}
nennt man Produktfunktion.
Im Falle eines einzigen Produktes (Einproduktunternehmen) vereinfacht sie sich zu 
{\displaystyle x=f(r_{1},r_{2},\dotsc ,r_{m})}.
Die Darstellung 
{\displaystyle (r_{1},r_{2},\dotsc ,r_{m})=f(x_{1},x_{2},\dotsc ,x_{n})}
nennt man Faktorfunktion. Im Falle eines einzigen Faktors vereinfacht sie sich zu 
{\displaystyle r=f(x_{1},x_{2},\dotsc ,x_{n})}.
Für besonders gebräuchliche Typen von Produktionsfunktionen siehe Produktionsfunktion.
Den Quotienten {\displaystyle a_{i}={\frac {r_{i}}{x}}} nennt man Produktionskoeffizient. Im Falle linearer Funktionen ist er konstant.

### Substitutionalität und Limitationalität
Eine Produktionsfunktion ist limitational, wenn sich für eine gegebene Produktionsmenge nur eine einzige Faktorkombination findet, mit der sie sich realisieren lässt. Dies bedeutet, dass sich Faktoren nicht untereinander austauschen lassen. Die Funktion ist substitutional, falls sich zu gegebenen Produktionsmengen mehrere mögliche Faktorkombinationen finden. Man unterscheidet zwischen:
- partieller Substitution, bei der sich Faktoren nicht vollständig austauschen lassen. Beispiel ist die Funktion {\displaystyle x=r_{1}\cdot r_{2}}.
- totaler Substitution, bei der ein oder mehrere Faktoren vollständig ersetzt werden können. Beispiel ist {\displaystyle x=r_{1}+r_{2}}.

### Faktorvariation
Bei der partiellen Faktorvariation ist mindestens ein Faktor variabel, jedoch nicht alle. Betrachtet wird, in welche Richtung und wie stark sich der Output ändert bzw. bei welchen Faktoren er sich überhaupt ändert. Während Arbeit meist als variabler Faktor erfasst wird, sind Produktionsanlagen bei Analysen für kurze Beobachtungszeiträume überwiegend vorherbestimmte, fixe Faktoren. 
Partieller Grenzertrag
{\displaystyle PG_{i}={\frac {\partial x}{\partial r_{i}}}}.
Bei der Totalanalyse sind alle Faktoren variabel.
Totales Grenzprodukt
{\displaystyle \Delta x={\frac {\partial x}{\partial r_{1}}}\Delta r_{1}+\dotsb +{\frac {\partial x}{\partial r_{n}}}\Delta r_{n}}.
Niveauvariation 
{\displaystyle x=f(t\cdot r_{1},t\cdot r_{2},\dotsc ,t\cdot r_{m})}.

### Skalenelastizität
{\displaystyle \eta ={\frac {t\cdot dx}{x\cdot dt}}}
- {\displaystyle \eta <1} abnehmende Skalenerträge
- {\displaystyle \eta =1} konstante Skalenerträge
- {\displaystyle \eta >1} steigende Skalenerträge

### Homogenität
Man nennt {\displaystyle f} homogen vom Grade {\displaystyle \epsilon }, wenn gilt:
{\displaystyle t^{\epsilon }\cdot x=f(t\cdot r_{1},t\cdot r_{2},\dotsc ,t\cdot r_{m})}.
- {\displaystyle \epsilon <1} unterproportional
- {\displaystyle \epsilon =1} linear
- {\displaystyle \epsilon >1} überproportional

### Betrachtungsweisen
Bei der langfristigen Betrachtungsweise geht man davon aus, dass alle Produktionsfaktoren {\displaystyle r} variabel sind, bei der kurzfristigen sind manche Faktoren fix.

## Volkswirtschaftslehre
In der Volkswirtschaftslehre beschreibt die Produktionsfunktion die Ableitung der Angebotskurve im Marktmodell. Von einer Technologie ausgehend, die alle technisch machbaren Kombinationen von Inputfaktoren beschreibt (siehe totale Faktorproduktivität), lässt sich die effizienteste Faktorkombination – für gegebene Preise – herleiten (sogenannte Gewinnmaximierung). Daraus leitet sich die Faktornachfrage und das Güterangebot ab.

## Modelle
In der Produktionstheorie existieren verschiedene Modelle. Die ältesten gehen von Produktionsfunktionen aus, die einen direkten Zusammenhang herstellen zwischen den Mengen der eingesetzten Faktoren und den dabei erzeugten Produktmengen, ohne dies technologisch zu begründen. Die Aktivitätsanalyse geht von einer Menge an technisch realisierbaren Produktionsmöglichkeiten aus (dort als Technologie bezeichnet) und analysiert diese. Die Engineering Production Functions gehen davon aus, dass bei der Planung viele technische Wahlmöglichkeiten bestehen und betrachten diese für viele verschiedene Spezialfälle. Die Gutenberg-Produktionsfunktion und darauf aufbauende Funktionen gehen dagegen von einem bereits bestehenden Produktionssystem aus und unterscheiden dabei explizit die Faktoren nach Betriebsmitteln die immer wieder gebraucht werden können und Werkstoffen die verbraucht werden. Das Putty-Clay-Modell verbindet beide Ansätze: Während der Planung von Produktionssystemen hat man hier viele Wahlmöglichkeiten wie bei den Engineering Production Functions, während des Betriebes aber kaum noch wie bei der Aktivitätsanalyse und der Gutenberg-Produktionsfunktion.

## Technische Effizienz
Bei der Untersuchung der technischen Effizienz kommt es nicht nur auf die endgültige Summe der Produktionsfaktoren, sondern vielmehr auf die möglichen Kombinationen und Alternativen an. Folgendes Beispiel soll dies verdeutlichen:
Zur Herstellung eines Produktes {\displaystyle x} werden zwei Faktoren {\displaystyle f1} und {\displaystyle f2} benötigt. Die Ausbringungsmenge beträgt jeweils 4 Einheiten. Folgende Kombinationen der Produktionsfaktoren sind technisch möglich:
| Möglichkeit | Faktor f1 (ME) | Faktor f2 (ME) | Summe f1 + f2 (ME) | Output x (ME) |
| ----------- | -------------- | -------------- | ------------------ | ------------- |
| a           | 1              | 5              | 6                  | 4             |
| b           | 2              | 3              | 5                  | 4             |
| c           | 2              | 5              | 7                  | 4             |
| d           | 3              | 2              | 5                  | 4             |
| e           | 3              | 3              | 6                  | 4             |
| f           | 3              | 7              | 10                 | 4             |
| g           | 4              | 2              | 6                  | 4             |
| h           | 5              | 1              | 6                  | 4             |
| i           | 6              | 1              | 7                  | 4             |

Die Kombinationen {\displaystyle b} und {\displaystyle d} sind hierbei offensichtlich technisch effizient, da in der Summe weniger Produktionsfaktoren benötigt werden.
Die Möglichkeit {\displaystyle a} ist auch technisch effizient, da sie im Vergleich zur Möglichkeit {\displaystyle c} auch 5 Einheiten des Faktors {\displaystyle f2} benötigt, dafür aber nur eine Einheit des ersten Faktors. Gleiches gilt für die Kombination {\displaystyle h}. Sie kommt gegenüber der Kombination {\displaystyle i} beim Einsatz von einer Einheit {\displaystyle f2} mit 5 Einheiten {\displaystyle f1} aus.
Die Kombination {\displaystyle g} benötigt zwar in der Summe nur 6 Einheiten, ist jedoch nicht technisch effizient, da für den Einsatz von 2 Einheiten {\displaystyle f2} die effizientere Kombination {\displaystyle d} existiert.
Setzt man die mengenmäßige Änderung zweier Kombinationen gegenüber, erhält man die Grenzrate der technischen Substitution, die sich aus dem Verhältnis der Mengenänderung des ersetzten Faktors zu der des ersetzenden Faktors ergibt.
Beispiel für den Wechsel der Kombinationen von {\displaystyle a} zu {\displaystyle b}:
2 Mengeneinheiten von Faktor {\displaystyle f2} werden ersetzt durch 1 ME von Faktor {\displaystyle f1}. Der Dividend lautet damit 2 / 1 = 2 (positive Steigung). Wechselt man von Kombination {\displaystyle d} zu {\displaystyle h}, lautet die Grenzrate 1 / 2 = 0,5 (negative Steigung).

## Ökonomische Effizienz
Aus der ökonomischen Betrachtung ergibt sich die Minimalkostenkombination. Legt man für das obige Beispiel die Faktorpreise wie folgt fest, ergeben sich folgende Kosten:
| Möglichkeit | Faktor f1 (ME) | Wert f1 (30 GE) | Faktor f2 (ME) | Wert f2 (20 GE) | Summe f1 + f2 (GE) | Output x (ME) |
| ----------- | -------------- | --------------- | -------------- | --------------- | ------------------ | ------------- |
| a           | 1              | 30              | 5              | 100             | 130                | 4             |
| b           | 2              | 60              | 3              | 60              | 120                | 4             |
| c           | 2              | 60              | 5              | 100             | 160                | 4             |
| d           | 3              | 90              | 2              | 40              | 130                | 4             |
| e           | 3              | 90              | 3              | 60              | 150                | 4             |
| f           | 3              | 90              | 7              | 140             | 230                | 4             |
| g           | 4              | 120             | 2              | 40              | 160                | 4             |
| h           | 5              | 150             | 1              | 20              | 170                | 4             |
| i           | 6              | 180             | 1              | 20              | 200                | 4             |

Die Kombination {\displaystyle b} sorgt hierbei für die geringsten Kosten in Höhe von 120 Gütereinheiten (GE).